# Емануил Ликовардис
Емануил Ликовардис или Ликовардакис (на гръцки: Εμμανουήλ Λυκοβαρδής) е гръцки революционер, деец на Гръцката въоръжена пропаганда в Македония от началото на ΧΧ век.

## Биография
Емануил Ликовардис е роден в Периволакия на остров Крит, тогава в Османската империя. Присъединява се към комитета на гръцката пропаганда в Македония и оглавява чета от 38 души.